# Le Heaulme
Pour les articles homonymes, voir Heaulme.
Le Heaulme est une commune du Val-d'Oise située au cœur du Vexin français, à environ 45 km au nord-ouest de Paris.
Ses habitants sont appelés les Heaulmois.

## Géographie

### Description
Le Heaulme est un village du Vexin français  situé au pied des buttes de Rosne, une butte-témoin qui constitue le point culminent du plateau du Vexin  et de la butte du bois du Caillouet. Il se trouve à 15 km au nord-ouest de Pontoise, 43 km au nord-ouest de Paris, 30 km au sud de Beauvais et à 20 km au sud-est de Gisors.

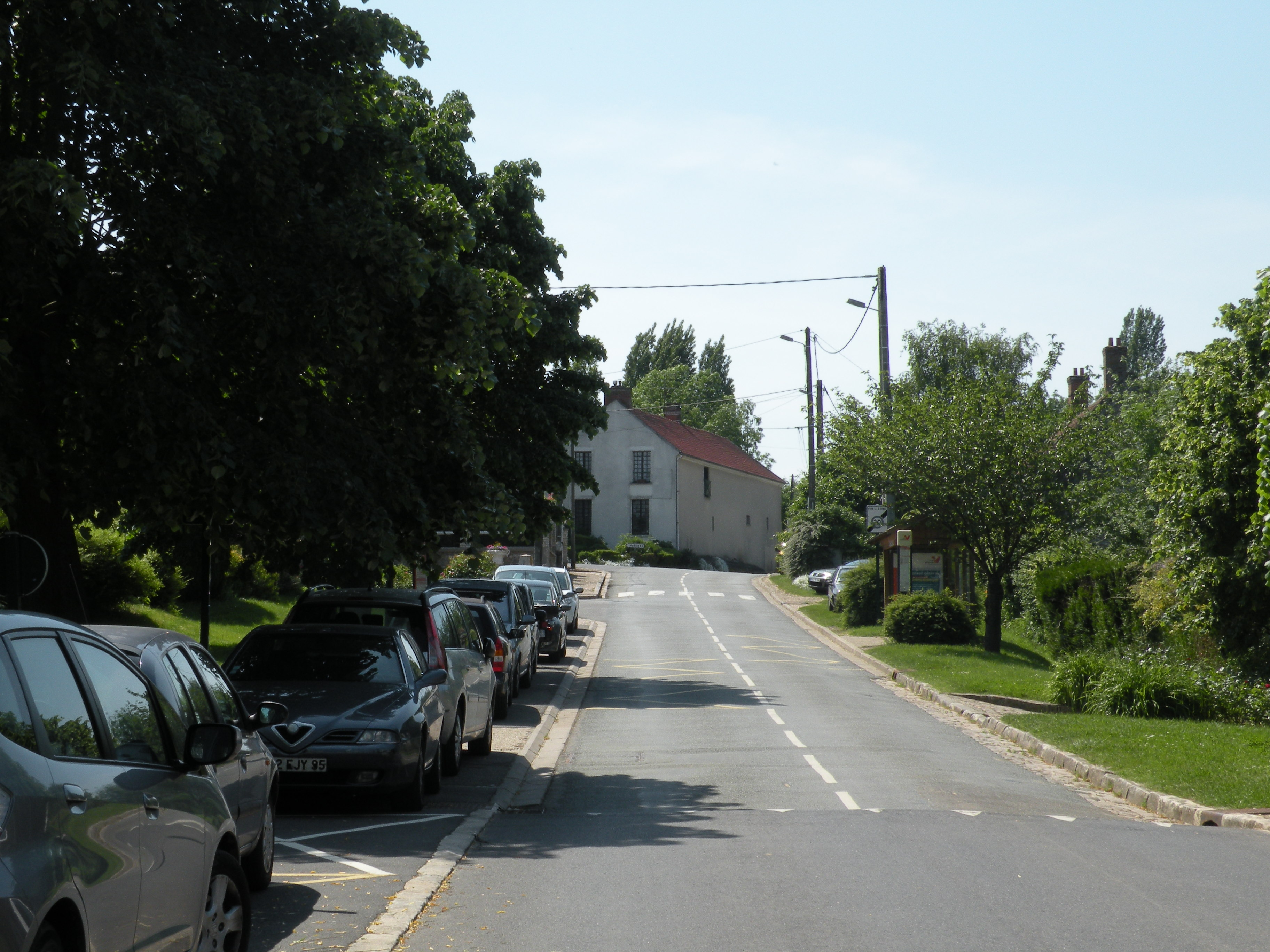
Paysage du village : la rue de la mairie.

Il se trouve dans le périmètre du parc naturel régional du Vexin français.

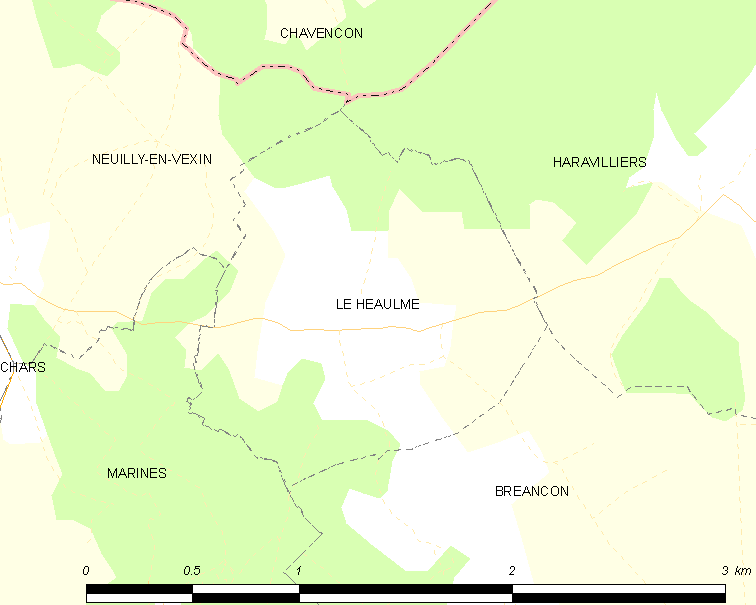
Carte de la commune.
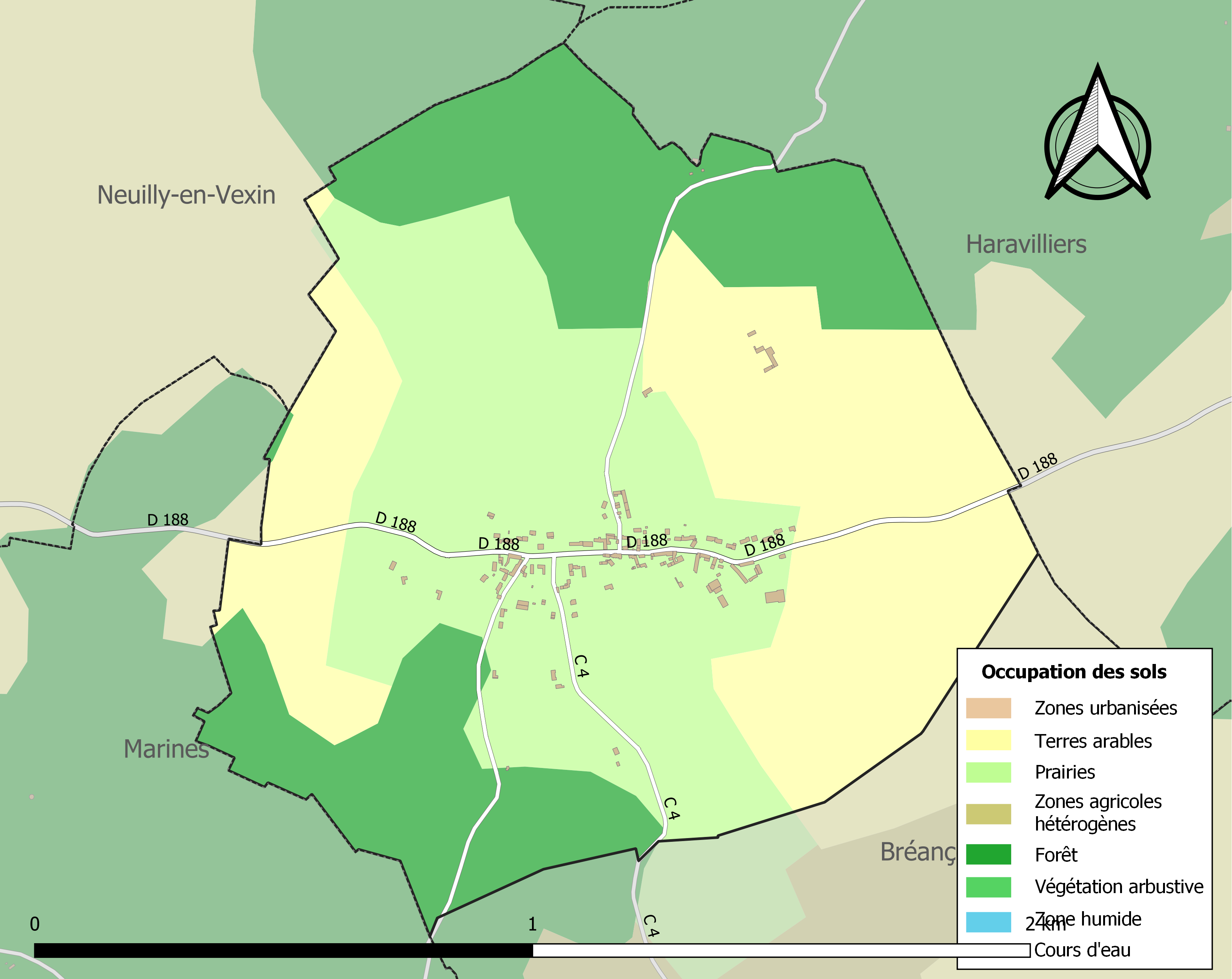
Occupation des sols.

### Communes limitrophes
La commune est limitrophe de Marines, Neuilly-en-Vexin, Haravilliers et Bréançon.
| Neuilly-en-Vexin |            | Haravilliers |
|                  | du Heaulme |              |
| Marines          |            | Bréançon     |

### Hydrographie
La commune est drainée par plusieurs ruisseaux, dont le Ruisseau d'Arnoye, un affluent de la Viosne et donc un sous-affluent de la Seine par l'Oise.

### Environnement
Le Heaulme est concernée par une zone naturelle d'intérêt écologique, faunistique et floristique (ZNIEFF), celle de la Butte de Rosne.

### Climat
Pour des articles plus généraux, voir Climat de l'Île-de-France et Climat du Val-d'Oise.
En 2010, le climat de la commune est de type climat océanique dégradé des plaines du Centre et du Nord, selon une étude du CNRS s'appuyant sur une série de données couvrant la période 1971-2000. En 2020, Météo-France publie une typologie des climats de la France métropolitaine dans laquelle la commune est exposée à un climat océanique et est dans la région climatique Sud-ouest du bassin Parisien, caractérisée par une faible pluviométrie, notamment au printemps (120 à 150 mm) et un hiver froid (3,5 °C).
Pour la période 1971-2000, la température annuelle moyenne est de 10,7 °C, avec une amplitude thermique annuelle de 14,7 °C. Le cumul annuel moyen de précipitations est de 734 mm, avec 11,2 jours de précipitations en janvier et 8,3 jours en juillet. Pour la période 1991-2020, la température moyenne annuelle observée sur la station météorologique la plus proche, située sur la commune de Boissy-l'Aillerie à 11 km à vol d'oiseau, est de 11,2 °C et le cumul annuel moyen de précipitations est de 635,8 mm,. Pour l'avenir, les paramètres climatiques de la commune estimés pour 2050 selon différents scénarios d'émission de gaz à effet de serre sont consultables sur un site dédié publié par Météo-France en novembre 2022.

## Urbanisme

### Typologie
Au 1er janvier 2024, Le Heaulme est catégorisée commune rurale à habitat dispersé, selon la nouvelle grille communale de densité à sept niveaux définie par l'Insee en 2022.
Elle est située hors unité urbaine. Par ailleurs la commune fait partie de l'aire d'attraction de Paris, dont elle est une commune de la couronne,. Cette aire regroupe 1 929 communes,.

## Toponymie
Le nom Le Heaulme provient peut-être du germanique Helm, casque puis heaume, ou plutôt de l'ancien français herm, désert, qui a donné le mot ermite.

## Histoire
Le village est implanté loin des grands axes de communication, dans une légère dépression entre deux massifs forestiers. Il fut de ce fait relativement protégé des destructions de la guerre de Cent Ans. Le fief fait partie au XVIIIe siècle de la seigneurie du marquis de Gouy, maréchal de camp des armées du roi, et lieutenant général d'Île-de-France au département du Vexin. Au cours de la Révolution française, la mairie est installée dans le presbytère, et resta en ces lieux jusqu'en 1873.

## Politique et administration

### Rattachements administratifs
Antérieurement à la loi du 10 juillet 1964, la commune faisait partie du département de Seine-et-Oise. La réorganisation de la région parisienne en 1964 fit que la commune appartient désormais au département du Val-d'Oise et à son arrondissement de Pontoise après un transfert administratif effectif au 1er janvier 1968.
Elle faisait partie de 1801 à 1967 du canton de Marines de Seine-et-Oise. Lors de la mise en place du Val-d'Oise, la ville intègre le canton de Vigny . Dans le cadre du redécoupage cantonal de 2014 en France, cette circonscription administrative territoriale a disparu, et le canton n'est plus qu'une circonscription électorale.

### Rattachements électoraux
Pour les élections départementales, la commune est membre depuis 2014 du canton de Pontoise.
Pour l'élection des députés, elle fait partie de la première circonscription du Val-d'Oise.

### Intercommunalité
La commune, initialement membre de la communauté de communes Val de Viosne, est membre, depuis le 1er janvier 2013, de la communauté de communes Vexin centre.
En effet, cette dernière a été constituée le 1er janvier 2013 par la fusion de la communauté de communes des Trois Vallées du Vexin (12 communes), de la communauté de communes Val de Viosne (14 communes) et  de la communauté de communes du Plateau du Vexin (8 communes), conformément aux prévisions du schéma départemental de coopération intercommunale du Val-d'Oise approuvé le 11 novembre 2011.

### Liste des maires
| Période                                  | Période  | Identité         | Étiquette | Qualité                        |
| ---------------------------------------- | -------- | ---------------- | --------- | ------------------------------ |
| Les données manquantes sont à compléter. |          |                  |           |                                |
| avant 1988                               | ?        | Maurice Brothier |           |                                |
|                                          |          |                  |           |                                |
| mars 2001                                | 2008     | Luc Dailledouze  | DVD       |                                |
| mars 2008                                | 2014     | Jeanne Duhem     |           |                                |
| 2014                                     | En cours | Maurice Delahaye |           | Réélu pour le mandat 2020-2026 |

## Démographie
L'évolution du nombre d'habitants est connue à travers les recensements de la population effectués dans la commune depuis 1793. Pour les communes de moins de 10 000 habitants, une enquête de recensement portant sur toute la population est réalisée tous les cinq ans, les populations de référence des années intermédiaires étant quant à elles estimées par interpolation ou extrapolation. Pour la commune, le premier recensement exhaustif entrant dans le cadre du nouveau dispositif a été réalisé en 2007.

En 2022, la commune comptait 206 habitants, en évolution de −1,44 % par rapport à 2016 (Val-d'Oise : +4 %, France hors Mayotte : +2,11 %).
| 1793 | 1800 | 1806 | 1821 | 1831 | 1836 | 1841 | 1846 | 1851 |
| ---- | ---- | ---- | ---- | ---- | ---- | ---- | ---- | ---- |
| 129  | 149  | 146  | 170  | 162  | 162  | 155  | 156  | 152  |

| 1856 | 1861 | 1866 | 1872 | 1876 | 1881 | 1886 | 1891 | 1896 |
| ---- | ---- | ---- | ---- | ---- | ---- | ---- | ---- | ---- |
| 132  | 130  | 134  | 127  | 130  | 112  | 108  | 101  | 112  |

| 1901 | 1906 | 1911 | 1921 | 1926 | 1931 | 1936 | 1946 | 1954 |
| ---- | ---- | ---- | ---- | ---- | ---- | ---- | ---- | ---- |
| 115  | 119  | 99   | 95   | 103  | 99   | 67   | 61   | 77   |

| 1962 | 1968 | 1975 | 1982 | 1990 | 1999 | 2006 | 2007 | 2012 |
| ---- | ---- | ---- | ---- | ---- | ---- | ---- | ---- | ---- |
| 75   | 74   | 100  | 126  | 187  | 187  | 185  | 184  | 204  |

| 2017 | 2022 | - | - | - | - | - | - | - |
| ---- | ---- | - | - | - | - | - | - | - |
| 211  | 206  | - | - | - | - | - | - | - |

## Culture locale et patrimoine

### Lieux et monuments
Le Heaulme compte un monument historique sur son territoire :
- Église Saint-Georges (portail inscrit monument historique par arrêté du 16 juin 1926[23])

Elle se compose pour l'essentiel d'une nef unique sans grand caractère qui remonte en partie à la première moitié du XIIe siècle, et d'un chœur gothique d'une seule travée édifié au cours du dernier quart du XIIe siècle. Sa voûte d'ogives a disparu, mais ses colonnettes à chapiteaux, mutilées, restent en place. Le principal intérêt de l'église réside en un tympan roman tardif du milieu du XIIe siècle, qui est l'un parmi seulement deux tympans romans historiés du Vexin français,.
On peut également signaler les éléments suivants :
- Croix de cimetière : Elle date du XIVe siècle et est l'une des plus anciennes du Vexin français.

Sa particularité sont les deux  quadrilobes à l'emplacement des statuettes ou sculptures habituelles, l'un représentant saint Georges et l'autre le Christ en croix entre la Vierge et saint Jean. L'un des bras de la croix a été brisé.
- Ancien abreuvoir : Il se présente comme une mare artificielle alimentée par les eaux pluviales, et servait également de réserve d'eau pour l'extinction des incendies.
- Lavoir : Il n'en demeure que, des vestiges, seul le bassin reste à peu près intact.
- Buttes de Rosne.
- Le village est traversé par un chemin de randonnée (PR).

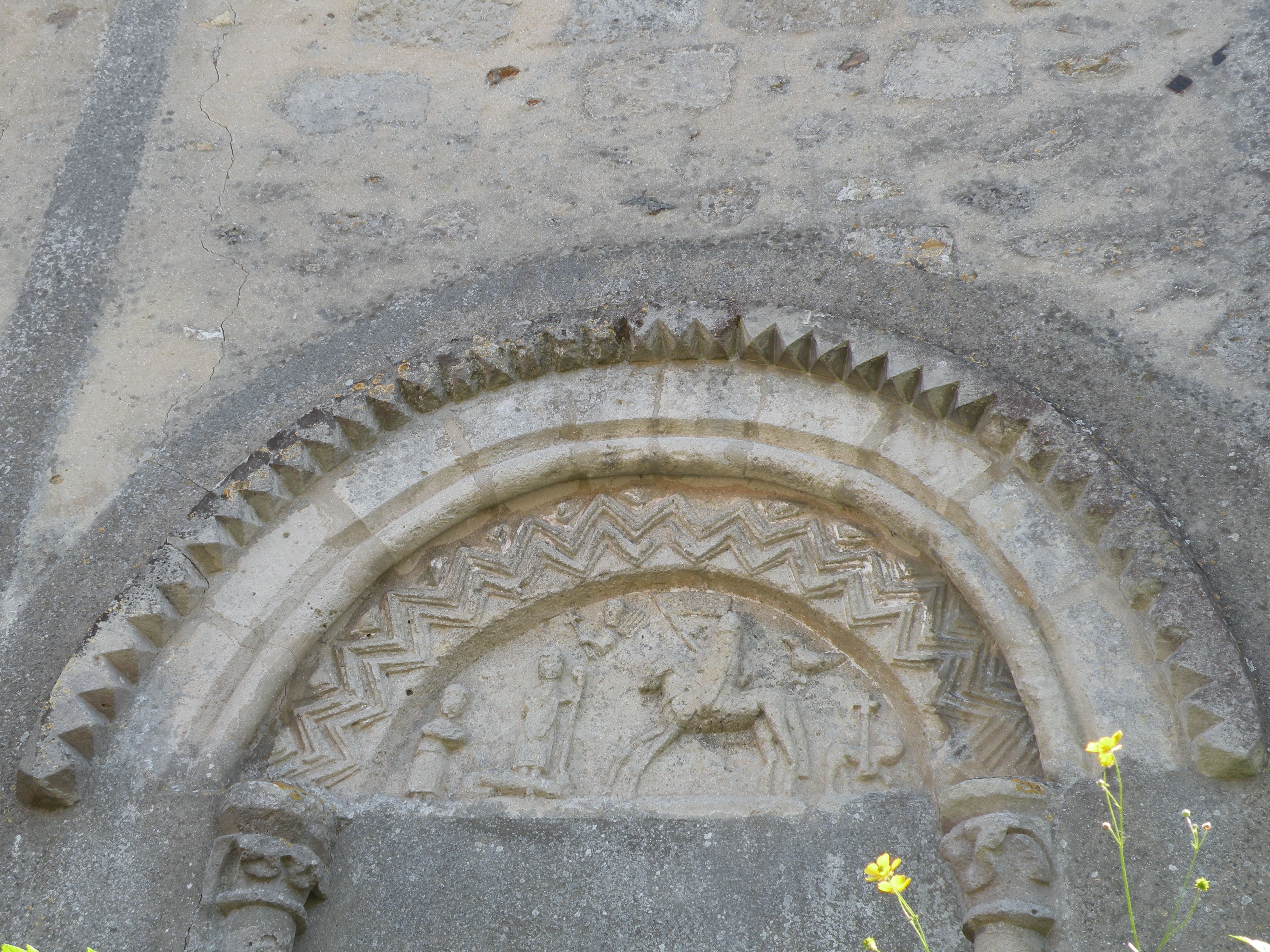
Portail roman inscrit M.H.
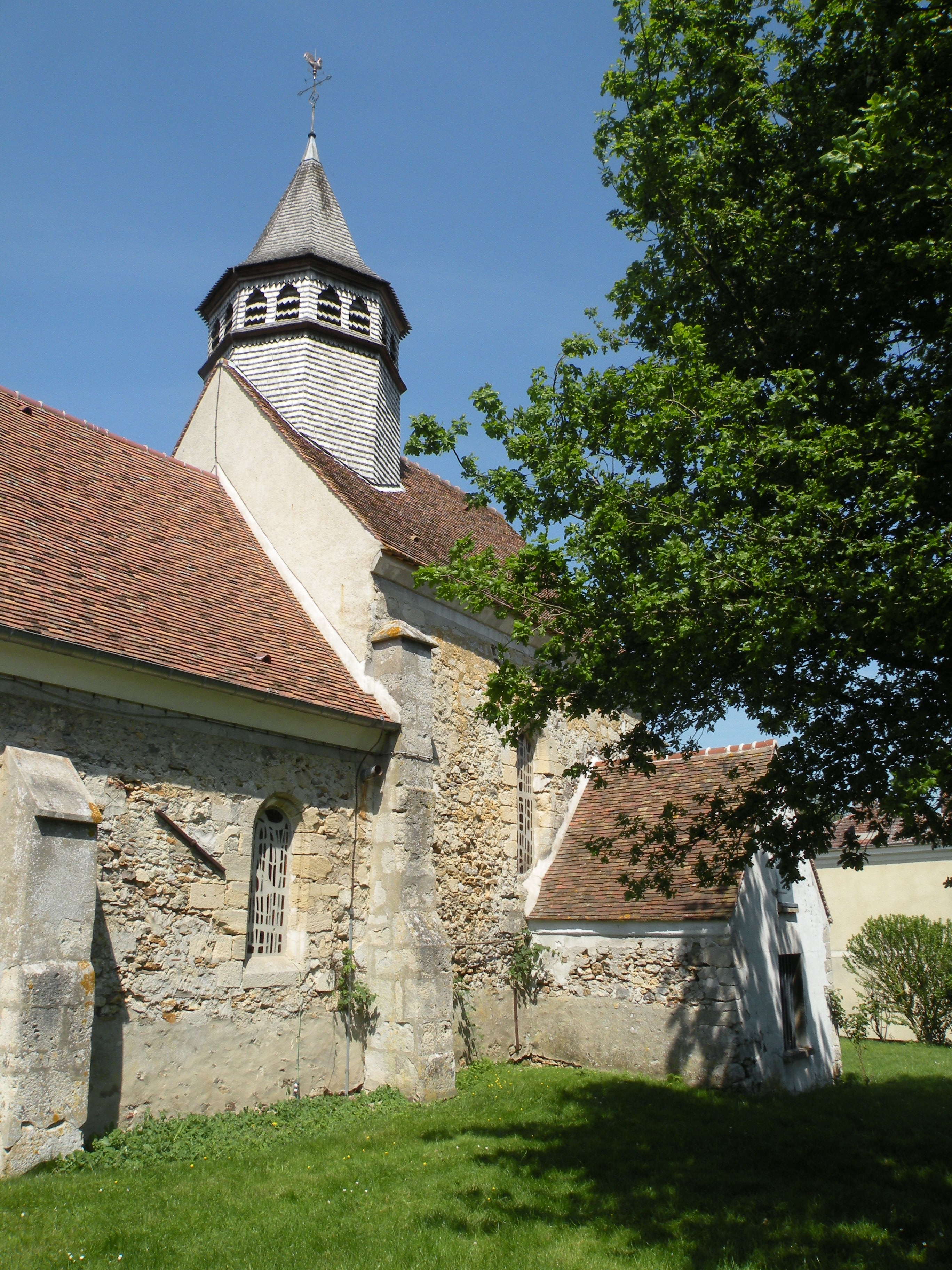
Église Saint-Georges.
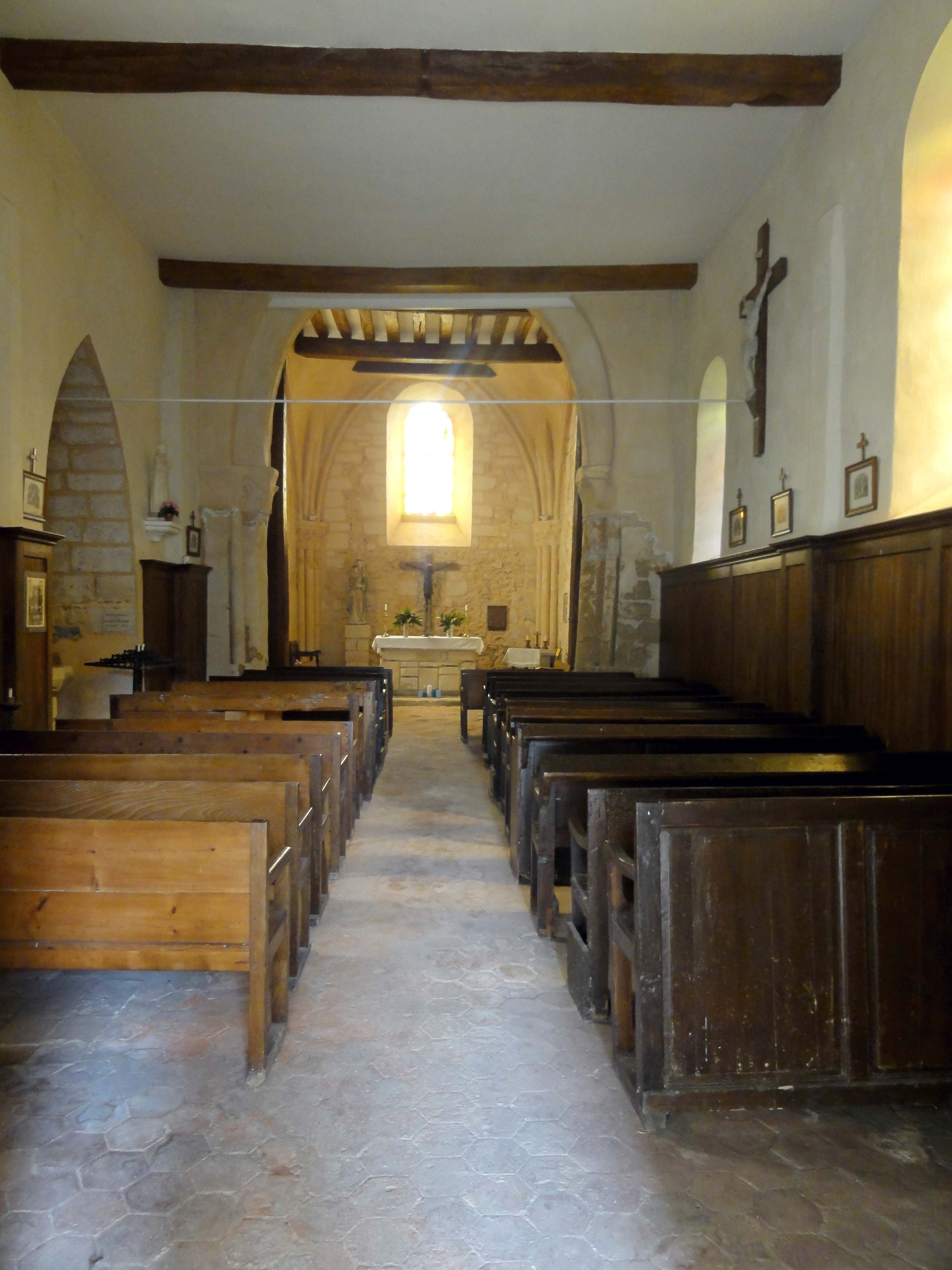
La nef de l'église.
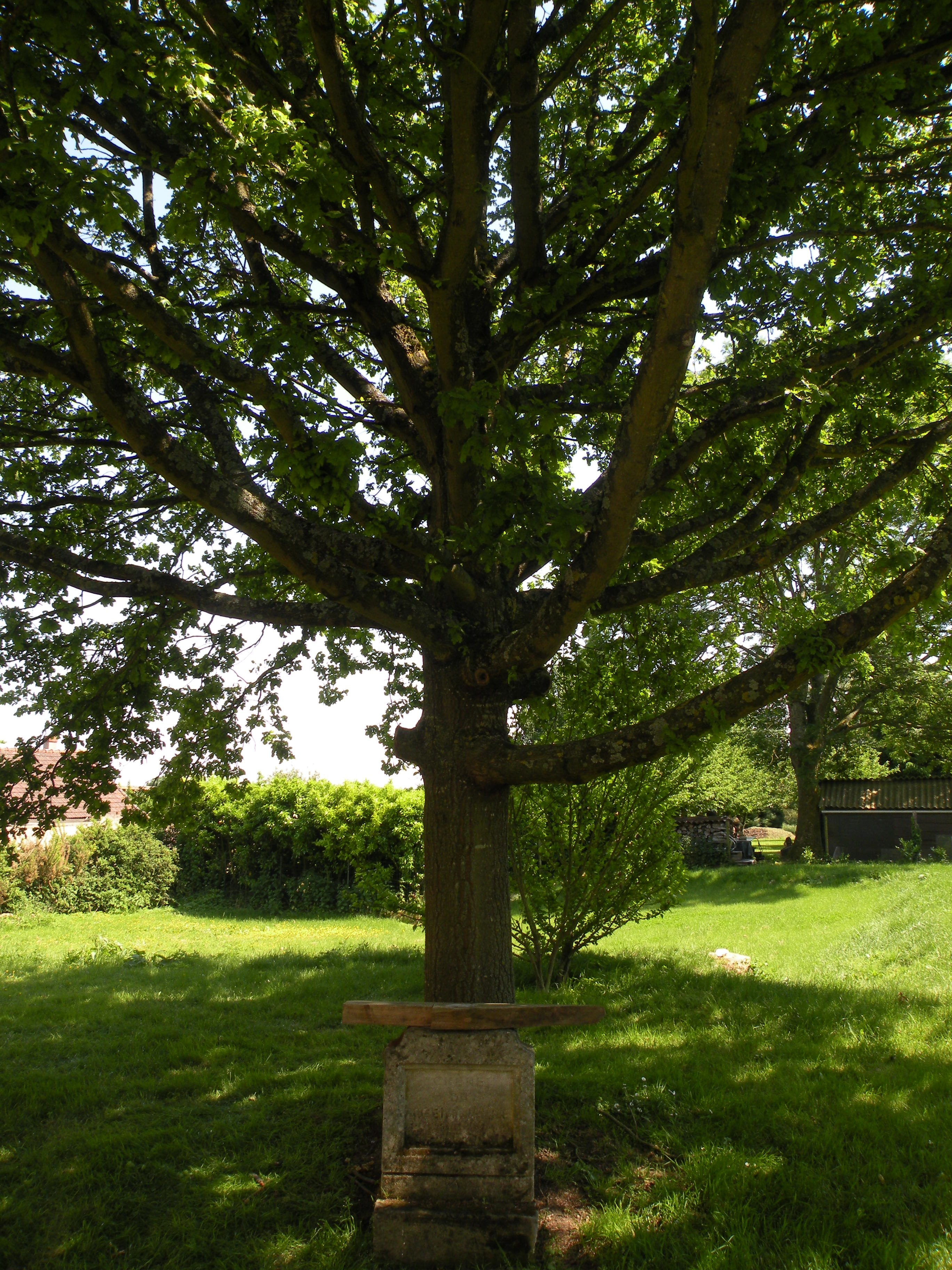
Chène du bicentenaire.
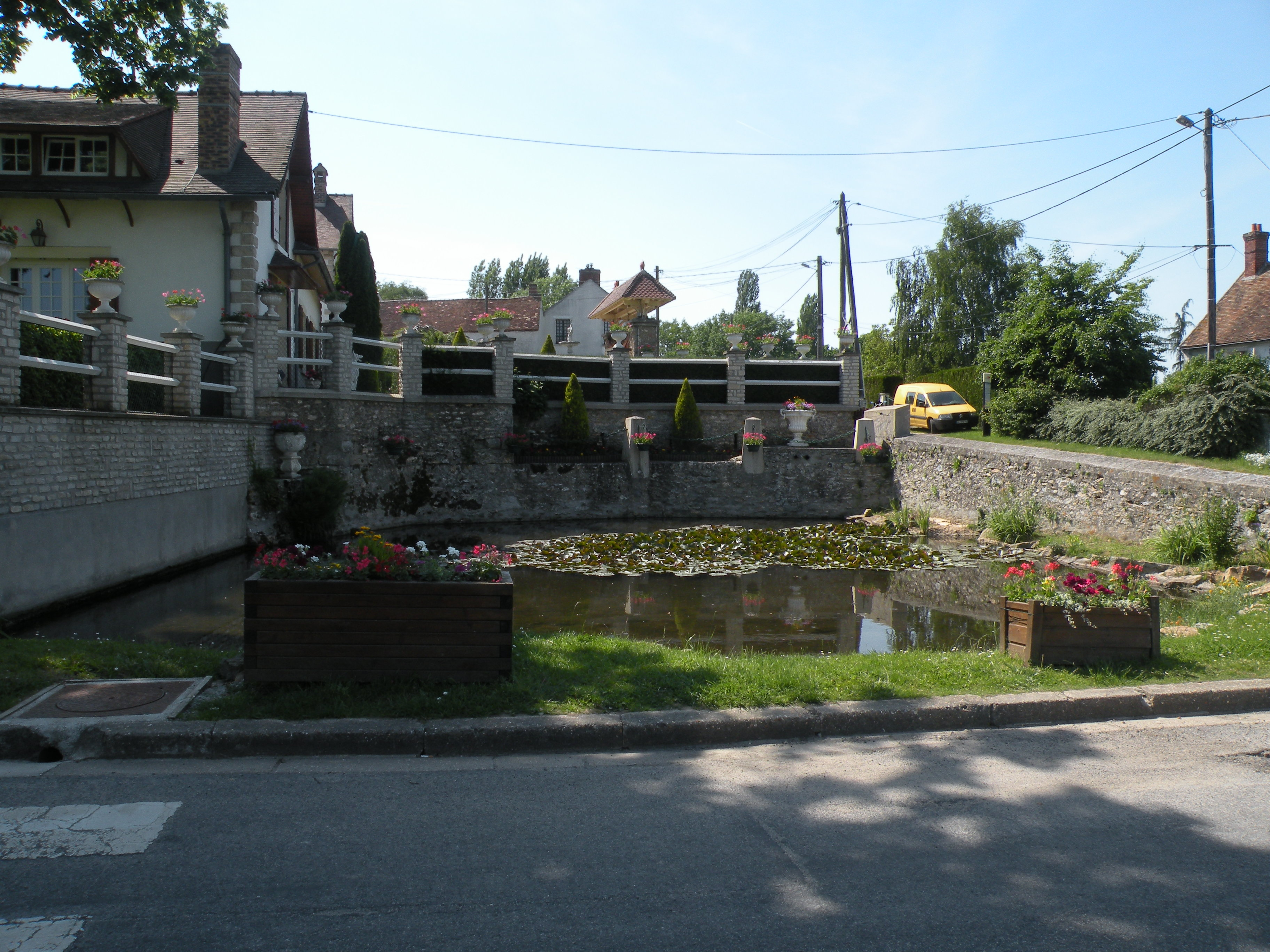
Ancien abreuvoir.
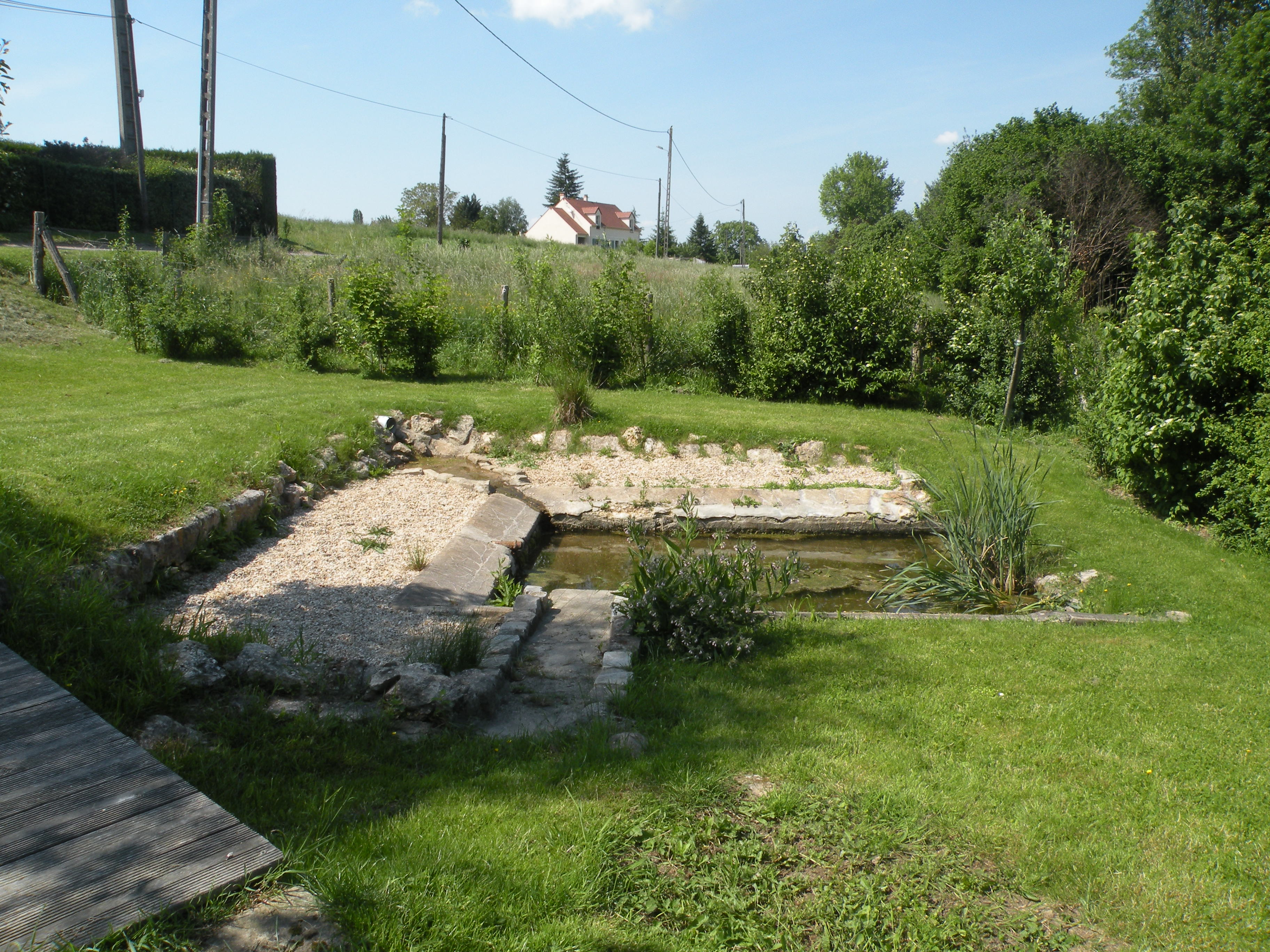
Vestiges du lavoir.
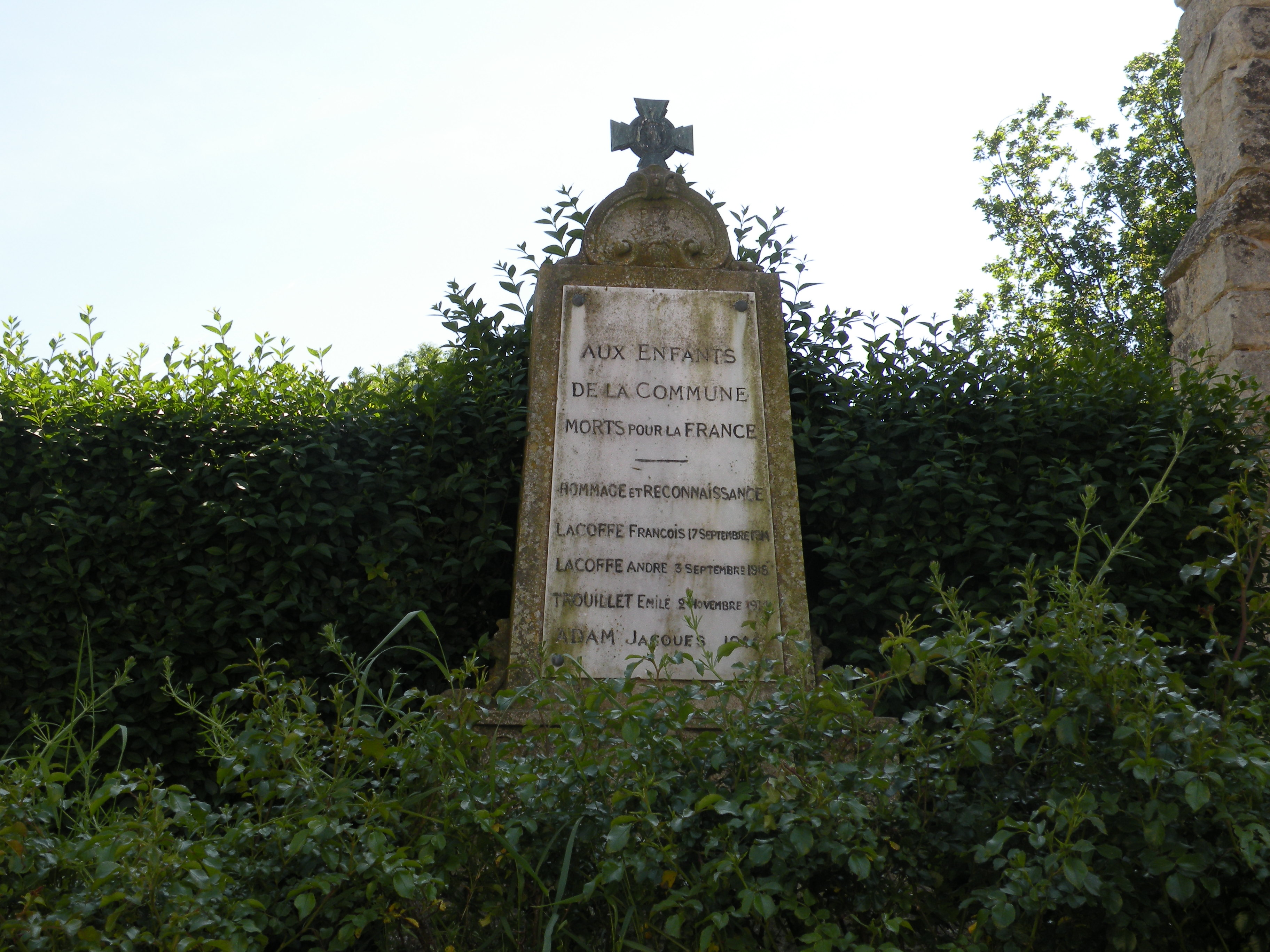
Monument aux morts.

### Personnalités liées à la commune
- François-Antoine Fauveau, carabinier, mort en 1815 lors de la bataille de Waterloo.